# جون بيرن (لاعب كرة قدم بريطاني)
جون بيرن (بالإنجليزية: John Byrne)‏ (24 مارس 1949 في المملكة المتحدة - ) هو لاعب كرة قدم بريطاني في مركز جناح ‏. لعب مع نادي ترانمير روفرز لكرة القدم.